# Benavente (Portugal)
Pour les articles homonymes, voir Benavente (homonymie).
Benavente est une municipalité (en portugais : concelho ou município) du Portugal, située dans le district de Santarém et la région de Ribatejo
Depuis 2002, elle est intégrée dans la région statistique (NUTS II) de l'Alentejo et la sous-région statistique (NUTS III) de la Lisière du Tage. Avant elle appartenait à l'ancienne région du Ribatejo, qui continue à être utilisée dans la vie quotidienne.
Elle est le chef-lieu d'une commune de 521,4 km2 comportant 29 019 habitants en 2011, subdivisée en 4 paroisses.

## Géographie
Benavente est limitrophe :
- au nord-est, de Salvaterra de Magos,
- à l'est, de Coruche,
- au sud-est, de Montijo,
- au sud, de Palmela et Alcochete,
- au sud-ouest, de Loures (de l'autre côté du Estuaire du Tage),
- au nord-ouest, de Vila Franca de Xira et Azambuja.

## Démographie
| 1801  | 1849  | 1900  | 1930  | 1960   | 1981   | 1991   | 2001   | 2007   |
| ----- | ----- | ----- | ----- | ------ | ------ | ------ | ------ | ------ |
| 2 758 | 4 308 | 6 413 | 8 733 | 11 631 | 16 306 | 18 335 | 23 257 | 28 312 |

| 2011   | - | - | - | - | - | - | - | - |
| ------ | - | - | - | - | - | - | - | - |
| 29 019 | - | - | - | - | - | - | - | - |

## Subdivisions
La municipalité de Benavente groupe 4 freguesias :
- Barrosa
- Benavente
- Samora Correia
- Santo Estêvão

## Jumelages
Benavente est jumelée avec 2 communes insulaires :
- Paul (Cap-Vert)
- São Tomé (Sao Tomé-et-Principe)

## Source de la traduction
- (pt) Cet article est partiellement ou en totalité issu de l’article de Wikipédia en portugais intitulé « Benavente (Portugal) » (voir la liste des auteurs).